# Éric Gonzalès
Pour les articles homonymes, voir Gonzales.
Éric Gonzalès, né le 18 mai 1964 à Pau (Basses-Pyrénées) et mort le 26 mai 2023, à Sainte-Feyre (Creuse), est un écrivain et traducteur français de langue occitane.

## Biographie
Éric Gonzalès, né d'un père rapatrié d'Algérie et d'une mère béarnaise, apprend l'occitan auprès de son grand-père paternel et ne cesse depuis lors de l'étudier et de l'écrire.[réf. nécessaire]
Il vit à Gelos et à Pau, il est professeur d’occitan-langue d’oc pendant quelque temps, et il passe ses dernières années à Bénévent-l'Abbaye. Il meurt le 26 mai 2023 à Sainte-Feyre (Creuse) à l'âge de 59 ans.

## Ses œuvres
Éric Gonzalès n'a fait ses premiers pas dans l'écriture qu'en 1992, à l'âge de 27 ans, en publiant les nouvelles There's no place like home et Amors estivencas dans la revue Reclams. Il a ensuite, pendant plusieurs années, enchaîné les nouvelles publiées dans cette même revue.
Son premier roman, L'òrra istuèra d'un hilh de Gelòs (« L'horrible histoire d'un fils de Gelos »), paru en 1996, raconte la jeunesse et la mort tragique à trente ans de Vincent Labache. C'est un roman très moderne, « à plusieurs voix », où les faits passés, appréciés par sept narrateurs successifs, deviennent parfois insaisissables. Mais c'est également une œuvre pleine de réalisme, autant géographique (une grande partie du récit se déroule à Gelos, ville mitoyenne de Pau où l'auteur a passé son enfance, dans des lieux existant réellement) que psychologique (l'amour y tient un rôle majeur). L'auteur y parle et fait parler le petit peuple de la Cité de la Tannerie, un quartier de Gelos, et du quartier du 14-Juillet, à Pau. Éric Gonzalès obtient le prix Joan Bodon en 1997. La plupart des personnages de Gonzalès sont en rupture avec leur milieu, leur famille... Son œuvre alterne entre histoires sombres et humour, ce qui peut expliquer que Lo melic de Silvia Chasaus (« Le nombril de Sylvie Chazaux », 1998) qui constitue la suite de L'òrra istuèra marque un contraste trop marqué par son humour.
Éric Gonzalès a également publié :
- 1999 : Arantxa, roman[10],[7], version révisée par l'auteur en 2014, Reclams,  (ISBN 978-2-909160-56-6). Paru également en traduction française, Arantxa, trad. d'Estelle Comellas, Cairn, 2001,  (ISBN 978-2-912233-36-3).
- 2000 : Isabèu de la Valea (« Isabelle de la Vallée »), recueil de nouvelles (Serres-Morlaàs)[7] ;
- 2001 : Las Tortoras (« Les Tourterelles »), un roman partiellement fantastique (Serres-Morlaàs)[7] ;
- 2003 : Dazibao, Orthez: Per Noste, 2003,  (ISBN 978-2-86866-035-0) ;
- 2005 : La guèrra de Bambovila (« La Guerre de Bambouville ») [Où ?] ;
- 2007 : Entermiei lordèras, Orthez : Per Noste, 2007,  (ISBN 978-2-86866-053-4) [7].

## La tonalité de l'œuvre
Les personnages d'Éric Gonzalès sont souvent des gens en rupture de ban avec leur famille, sinon la société : c'est le cas de Visenç Labaisha, le personnage principal de L'òrra istuèra d'un hilh de Gelòs et de tous les personnages de Dazibao.
Globalement, son œuvre fait alterner des textes sombres avec des textes plein d'optimisme (Isabèu de la Valea, Las Tortoras). Ces deux aspects, sombre et optimisme, s'entremêlent dans le recueil Isabèu de la Valea et dans Dazibao.
Éric Gonzalès a également produit des textes fantastiques, voire oniriques, repris dans le recueil Isabèu de la Valea.

## Le traducteur et le linguiste
Éric Gonzalès a également traduit en occitan Amélie Nothomb, Albert Camus et Sèrgi Javaloyès :
- 2009 : Amélie Nothomb. Igièna de l’assassin, Orthez : Per Noste[11]  (ISBN 978-2-86866-064-0).
- 2013 : Albert Camus. L’estranh, Cosledaa Lube Boast : Reclams  (ISBN 978-2-909160-52-8).
- 2015 : Serge Javaloyès. Au nom de la langue / Au nom de la lenga, Mirepeix : Edicions Reclams-Escola Gaston Febus  (ISBN 978-2-909160-57-3).

De 1995 à 2002, Éric Gonzalès a été rédacteur en chef et correcteur de la revue Reclams de Bearn e Gasconha dans laquelle il a publié des nouvelles, réédité des auteurs du début du XXe siècle, et publié des articles linguistiques. Il a été membre du conseil linguistique du Congrès permanent de la lenga occitana.

## Le chroniqueur et blogueur
Éric Gonzalès publie régulièrement articles et chroniques dans les journaux occitans en ligne lo Jornalet et A Vòste.
Il dispose en outre d’un blog.